# Уэска
Уэ́ска (исп. Huesca, араг. Uesca, лат. Osca) — город в Испании, автономное сообщество Арагон, центр одноимённой провинции. Существовала ещё в доримскую эпоху. Статус города (с названием Оска) пожаловал в 30 г. до н. э. император Август. В конце XI века отвоёвана у мусульман. Городской праздник — день святого Лаврентия (по преданию, родившегося в Оске около 220 года). Праздники продолжаются с 9 по 15 августа. Известный уроженец города — кинорежиссёр Карлос Саура.
Во время войны в Испании в районе Уэски шли ожесточённые бои между революционной армией и франкистами. В одном из этих боёв погиб известный венгерский революционер Мате Залка (генерал Лукач).
В городе существует футбольный клуб «СД Уэска».

## Города-побратимы
Тарб, Франция (8 августа 1964)